# Шишкова, Надежда Александровна
Надежда Александровна Шишкова (16 июля 1983) — российская футболистка, защитница.

## Биография
Выступала в высшей лиге России за клубы «Надежда» (Ногинск), «Анненки» (Калуга), «Лада» (Тольятти). В составе «Надежды» в январе 2003 года стала победительницей международного турнира «Дружба-2003», а в 2005 и 2007 годах становилась бронзовым призёром чемпионата России.
В 2010-х годах выступала в мини-футболе за клуб «Ника-ДЮСШ-5» (Калуга).